# 1874 dans le catholicisme
Chronologie du catholicisme
- 1870
- 1871
- 1872
- 1873
- 1874
- 1875
- 1876
- 1877
- 1878

Cet article présente les faits marquants de l'année 1874 dans le catholicisme.

## Évènements
- 7 mars : Encyclique Vix dum a Nobis de Pie IX sur les persécutions dont était victime l'Église de l'empire d'Autriche-Hongrie
- 13 mars : La basilique de l'Immaculée-Conception de Lourdes est élevée au rang de basilique mineure par Pie IX
- 4 mai : « loi d’expatriation » des ecclésiastes interdits de prêche en Allemagne (Kulturkampf)
- 13 mai : Encyclique Omnem sollicitudinem de Pie IX sur la liturgie des Églises orientales
- 22 mai : La Basilique Sainte-Anne d'Auray est élevée au rang de basilique mineure par Pie IX
- 28 août : Érection du diocèse de San Antonio (au Texas)
- 24 décembre : Encyclique Gravibus Ecclesiae de Pie IX sur le jubilé universel de l'année 1875

## Naissances
- 5 janvier : Jules Ruellan, prêtre français, mort pour la France († 1er octobre 1918)
- 9 janvier : François-Louis Auvity, prélat français, évêque de Mende († 15 février 1964)
- 12 janvier : 
  - Jean-Marie Desgranges, prêtre et homme politique français († 10 octobre 1958)
  - Bienheureuse Marthe Wiecka, religieuse polonaise († 30 mai 1904)
- 13 janvier : Joseph-Ernest Van Roey, cardinal belge, Archevêque de Malines et primat de Belgique († 6 août 1961)
- 14 janvier : Adrian Fortescue, prêtre et artiste britannique († 11 février 1923)
- 17 janvier : Jean Calvet, prêtre et théologien français († 26 janvier 1965)
- 22 janvier : Vincenzo La Puma, cardinal italien de la Curie († 4 novembre 1943)
- 26 février : Gabrielle Bossis, actrice, écrivaine et mystique française († 9 juin 1950)
- 2 mars : Jérôme Labourt, prêtre, théologien et historien français († 27 février 1957)
- 7 mars : Luigi Lavitrano, cardinal italien de la Curie († 2 août 1950)
- 18 mars : Charles Aimond, prêtre, musicien, écrivain et historien français († 24 juin 1968)
- 28 mars : Laurenz Matthias Vincenz, prélat suisse, évêque de Coire († 29 juillet 1941)
- 30 mars : Honoré-Joseph Coppieters, prélat belge, évêque de Gand († 20 décembre 1947)
- 2 avril : Francesco Chiesa, prêtre, théologien et vénérable italien († 14 juin 1946)
- 5 avril : 
  - Henri du Passage, prêtre jésuite, théologien et écrivain français († 26 novembre 1963)
  - Emmanuel Suhard, cardinal français, archevêque de Paris († 30 mai 1949)
- 30 avril : Cyriel Verschaeve, prêtre, homme politique nationaliste et collaborateur flamand († 8 novembre 1949)
- 8 mai : Pierre Gourtay, prélat spiritain français, vicaire apostolique de Cayenne († 16 septembre 1944)
- 14 mai : Louis Pénicaud, prélat et missionnaire français, vicaire apostolique de Pakhoi († 19 janvier 1943)
- 26 mai : Sainte Laura Montoya, religieuse et éducatrice colombienne, fondatrice des Missionnaires de Marie Immaculée et de Sainte Catherine de Sienne († 21 octobre 1949)
- 6 juin : Nicola Canali, cardinal italien de la Curie († 3 août 1961)
- 8 juin : Michael Buchberger, prélat allemand, évêque de Ratisbonne († 10 juin 1961)
- 14 juin : Raoul Harscouët, prélat français, évêque de Chartres († 18 octobre 1954)
- 18 juin : Marcelina de San José, religieuse vénézuélienne, fondatrice des Petites sœurs des pauvres de saint Pierre Claver, vénérable († 16 novembre 1959)
- 28 juin : Léon-Paul Classe, père blanc, évêque et missionnaire français, vicaire du Rwanda († 31 janvier 1945)
- 10 juillet : Jean-Marie Chabert, prêtre français, supérieur général de la Société des missions africaines († 25 mars 1933)
- 11 juillet : Marie-Albert van der Cruyssen, moine cistercien belge et héros de la Première Guerre mondiale († 30 avril 1955)
- 15 août : Patrice Flynn, prélat français, évêque de Nevers († 13 octobre 1970)
- 30 août : Laurent Marcelli, religieux passionniste et vénérable italien († 14 octobre 1953)
- 31 août : Joseph-Marie Trèves, prêtre, écrivain et résistant italien († 21 juin 1941)
- 5 septembre : Gabriel Brunhes, prélat français, évêque de Montpellier († 24 février 1949)
- 21 septembre : Wilhelm Koch, prêtre et théologien allemand († 20 janvier 1955)
- 27 septembre : Édouard Agnius, prêtre et missionnaire français en Chine, assassiné († 11 juillet 1900)
- 3 novembre : Maurice Briault, prêtre, missionnaire au Gabon et écrivain français († 5 mars 1953)
- 3 décembre : Saint Pierre Poveda Castroverde, prêtre et martyr espagnol, fondateur de l'Institution Thérésienne (es) († 28 juillet 1936)
- 6 décembre : Henri Petitmangin, prêtre, érudit et latiniste français († 30 juillet 1937)
- 10 décembre : Joseph-Jean-Baptiste Hallé, prélat canadien, vicaire apostolique de l'Ontario-Nord († 13 octobre 1939)
- 11 décembre : María Francisca de las Llagas Cornejo, religieuse équatorienne, fondatrice des Franciscaines missionnaires de l'Immaculée, vénérable († 24 octobre 1964)
- 12 décembre : François-Jean-Marie Serrand, prélat français, évêque de Saint-Brieuc († 20 mars 1949)
- 19 décembre : François Lemasle, prélat et missionnaire français, vicaire apostolique de Hué et évêque titulaire de Teuchira (de) († 26 septembre 1946)
- 21 décembre : Edmond Chabot, prêtre et compositeur français († 9 décembre 1962)
- 23 décembre : Pierre Thomas, dit l'Abbé Thomas, prêtre français († 9 septembre 1952)

## Décès
- 7 janvier : Philippe Bransiet, prêtre français, supérieur général des Frères des écoles chrétiennes (° 1er novembre 1792)
- 8 janvier : Charles Étienne Brasseur de Bourbourg, prêtre, missionnaire, écrivain et historien français (° 8 septembre 1814)
- 24 janvier : Bienheureux Martyrs de Pratulin, 13 laïcs martyrs en Pologne
- 8 février : Joseph-Eugène-Bruno Guigues, prélat et missionnaire français, premier évêque d'Ottawa (° 26 août 1805)
- 15 février : Camillo Tarquini, cardinal, jésuite, canoniste et archéologue italien (° 31 mai 1810)
- 24 février : Alessandro Barnabò, cardinal italien de la Curie (° 2 mars 1801)
- 7 avril : Pietro Avanzini, prêtre, missionnaire et enseignant italien (° 3 octobre 1832)
- 24 avril : Friedrich Felix Mencke, prêtre allemand, prévôt militaire catholique d'Allemagne (° 15 avril 1811)
- 4 mai : Marie-Aimée de Jésus, religieuse carmélite, écrivaine et mystique française (° 14 janvier 1839)
- 5 mai : Willibald Apollinar Maier, prêtre, théologien et publiciste allemand (° 19 février 1823)
- 29 mai : Mariano Falcinelli Antoniacci, cardinal italien, diplomate du Saint-Siège (° 16 novembre 1806)
- 31 mai : Georges-Antoine Belcourt, prêtre et missionnaire canadien (° 22 avril 1803)
- 4 juin : Louis-Savinien Dupuis, prêtre français, missionnaire en Inde et serviteur de Dieu (° 18 août 1806)
- 8 juin : Jean-François Landriot, prélat français, archevêque de Reims (° 9 janvier 1816)
- 8 juillet : Pierre Marcellin Bonamie, prêtre français, supérieur général de la congrégation des Sacrés-Cœurs de Jésus et de Marie (° 26 mars 1798)
- 11 juillet : Xavier de Merode, officier militaire puis prélat belge (° 26 mars 1820)
- 28 juillet : Charles Fillion, prélat français, évêque du Mans (° 1er mai 1817)
- 8 août : Augustin Theiner, prêtre, théologien et historien allemand (° 11 avril 1804)
- 27 août : Aimé Vayssier, prêtre, philologue et écrivain français (° 4 avril 1821)
- 30 octobre : Jean-Léon Le Prevost, prêtre français, fondateur des Religieux de Saint-Vincent-de-Paul, vénérable (° 10 août 1803)
- 31 octobre : Albine Gadbois, en religion Sœur Marie de Bonsecours, religieuse canadienne (° 22 janvier 1830)
- 9 novembre : Félix-Pierre Fruchaud, prélat français, archevêque de Tours (° 30 juillet 1811)
- 25 novembre : Aloysius Bourgois, prêtre belge, supérieur général des Frères de la charité de Gand (° 5 juillet 1796)
- 1er décembre : Giovanni Maria Cavalleri, religieux barnabite, physicien et astronome italien (° 11 novembre 1807)
- 13 décembre : Mère Mary Clare Moore, religieuse, infirmière et enseignante irlandaise (° 20 mars 1814)
- 16 décembre : André-Jean-Marie Hamon, dit l'Abbé Hamon, prêtre et écrivain français (° 18 mai 1795)